# カリンガ戦争
カリンガ戦争（カリンガせんそう；サンスクリット語 कलिन्ग युद्धम्、Kalinga War）は、古代インドにおいて、マガダ国マウリヤ朝とカリンガ国の間で行われた戦争。カリンガ国（主に現在のオリッサ州）が戦地となった。

## 概要
アショーカの祖父にあたるチャンドラグプタも、カリンガ国を征服する戦を起こしていたが、撃退されていた。父であるビンドゥサーラの死後の壮絶な後継者争いに勝利したのち、アショーカは、ラーニー・パドマーヴァティー（アナンタパドマナーバ）王治下のカリンガ国併合へと動いた。アショーカの治世9年目に、戦争が始まった。
ダウリ山周辺が戦場となったと考えられている。ダウリ山は、カリンガ国の首都ブヴァネーシュヴァラから南に 8km ほどのところにあり、ダヤー川の河畔に位置して、広い裾野を有している。頂上に向かう山道に沿った岩には、アショーカ王碑文が刻まれている。
この戦争も凄惨を極め、戦場となったダヤー川の下流は、戦闘による人血によって真っ赤に染まったという。カリンガ国民は100,000人が死亡し、マウリヤ朝軍も10,000人の死者を出したとされる。戦後に刻まれた碑文によると、アショーカはこの戦いによって戦争の悲惨さを痛感したとされ、戦後に不殺生・不戦を誓い、より深く仏教に帰依した。